# Jacob Widell Zetterström
Jacob Widell Zetterström (Estocolmo, 11 de julio de 1998) es un futbolista sueco que juega en la demarcación de portero para el Derby County F. C. de la EFL Championship.

## Selección nacional
Hizo su debut con la selección de fútbol de Suecia en un partido amistoso contra Islandia que finalizó con un resultado de 2-1 a favor del combinado sueco tras el gol de Sveinn Aron Guðjohnsen para Islandia, y de Elias Andersson y Jacob Ondrejka para Suecia.

## Clubes
| Club                         | País       | Año       | Partidos | Goles |
| ---------------------------- | ---------- | --------- | -------- | ----- |
| IFK Lidingö Fotboll          | Suecia     | 2016-2018 | 35       | 0     |
| Djurgårdens IF Fotboll       | Suecia     | 2019      | 0        | 0     |
| IFK Lidingö Fotboll (cedido) | Suecia     | 2019      | 7        | 0     |
| Djurgårdens IF Fotboll       | Suecia     | 2020-2024 | 118      | 0     |
| Derby County F. C.           | Inglaterra | 2024-     | 42       | 0     |